# Subaru Justy
Der Subaru Justy war ein zwischen Sommer 1984 und Mitte 2011 angebotener Kleinwagen des japanischen Autoherstellers Subaru. Besonderheit des Justy war, dass er Allradantrieb hatte. Lediglich die letzte Version bot nur noch Vorderradantrieb.
Seit 2016 bietet Subaru in Japan wieder einen Justy an. Dieses Modell ist baugleich mit dem Toyota Tank und dem Daihatsu Thor. Durch eine Höhe von 1,74 m wird dieses Fahrzeug aber den Minivans zugeordnet.

## Modellgenerationen
- Justy I Typ KAD (1984–1995)
- Justy II Typ JMA, MS (1995–2003; auf Basis des Suzuki Swift)
- Justy III Typ MHY (2003–2007; auf Basis des Suzuki Ignis)
- Justy IV Typ M300F (2007–2011; auf Basis des Daihatsu Sirion)

## Allgemeines
Während die erste Generation noch eine vollständige Eigenentwicklung von Subaru war, wurde danach zur Kostenreduzierung die Kooperation mit anderen Herstellern gesucht. Bei der zweiten und dritten Generation setzte man hierfür auf eine Zusammenarbeit mit Suzuki und produzierte die entsprechenden Modelle gemeinsam bei der Magyar Suzuki Zrt. in Esztergom. Das wurde nach dem Ende der Beteiligung von General Motors an Fuji Heavy Industries beendet – General Motors war ebenfalls an Suzuki beteiligt. Wegen der neuen Beteiligung von Toyota an Fuji Heavy Industries erfolgte nun eine Zusammenarbeit mit der Toyota-Tochter Daihatsu.
Die Justy-Modelle wurden nicht Subaru-typisch von Boxermotoren, sondern von Reihenmotoren angetrieben.
Von 2011 bis 2014 wurde der Subaru Trezia gebaut, der auf einem Toyota-Modell basierte.

## Justy I (Typ KAD)
Die im Sommer 1984 eingeführte erste Generation des Justy basierte auf dem kleineren Subaru Rex 2 von 1981, war aber breiter und länger.
Die Modelle der ersten Generation erhielten zunächst einen langhubigen 1,0 l-Dreizylinder mit einer Ausgleichswelle, der eine Weiterentwicklung des Parallel-Twin-Motors aus dem Subaru Rex war. Dieser Motor verfügt über eine Leistung von 40 kW. Später wurde mittels neuer Kurbelwelle der Hub verlängert, außerdem stand nun auch ein 1,2 l-Motor mit 50 kW (68 PS) zur Auswahl. Dieser Motor kommt ebenfalls im Subaru Libero zum Einsatz.
Der Justy I J1000 und Justy J1200 war in Deutschland nur mit zuschaltbaren Allradantrieb erhältlich, während er zum Beispiel in Österreich unter der Bezeichnung Super-Justy 1.0S 2WD mit Frontantrieb verkauft wurde.
1987 erhielt der Justy optional ein CVT-Automatikgetriebe statt des bislang erhältlichen 3-Gang-Automatikgetriebes.
Mitte 1989 wurde die damals drei- und fünftürig lieferbare Karosserie auch optisch überarbeitet, während der Innenraum bis auf kleine Details unangetastet blieb. Im gleichen Jahr wurde der Justy auch Gewinner der Auto-Umweltliste des VCD.
Ab 1991 wurde der kraftstoffverbrauchsungünstige 1,2 l-Vergasermotor mit einer Mehrpunkteinspritzung versehen und erreichte mit seiner langhubigen Kolbenanordnung sein maximales Drehmoment bei 2.800/min. Das Abgassystem wurde zusätzlich mit einem geregelten Drei-Wege-Katalysator der ersten Generation ausgestattet und erreicht die Abgasnorm Euro 1, durch Nachrüstsysteme auch die Euro 2-Norm.
Der Justy I hat einen manuell zuschaltbaren Allradantrieb ohne Mitteldifferential. Das Hinterachs-Differential leistet keine Sperrwirkung. Durch ein Verteilergetriebe, welches über eine Unterdruckmembran angesteuert wird, kann zusätzlich die Hinterachse angetrieben werden. Beim Wechsel zwischen Front- und Allradantrieb ist das Betätigen der Kupplung nicht nötig. Vorn hatte der Justy I Einzelradaufhängung, vorne mit MacPherson-Federbeinen und Querlenkern, hinten eine Schräglenker-Achse mit getrennt eingebauten Stoßdämpfern und Federn. Die Bodenfreiheit beträgt 170 mm.
In einigen europäischen Ländern wurde der Justy I unter dem Namen Subaru Trendy verkauft. Als Subaru Tutto wurde der Justy als Stufenheck-Version in Zusammenarbeit mit einer taiwanesischen Firma exklusiv für den lokalen Markt gebaut. Teilweise wurde der Justy auch als J10 oder J12 (je nach Motorvariante) verkauft.
In Europa war der dreitürige Justy I in geringer Stückzahl auch als Kombinationskraftwagen erhältlich. Die Heckscheiben waren bei diesem Modell verkleidet und der Kofferraum und die seitliche Innenverkleidung waren abgeflacht.

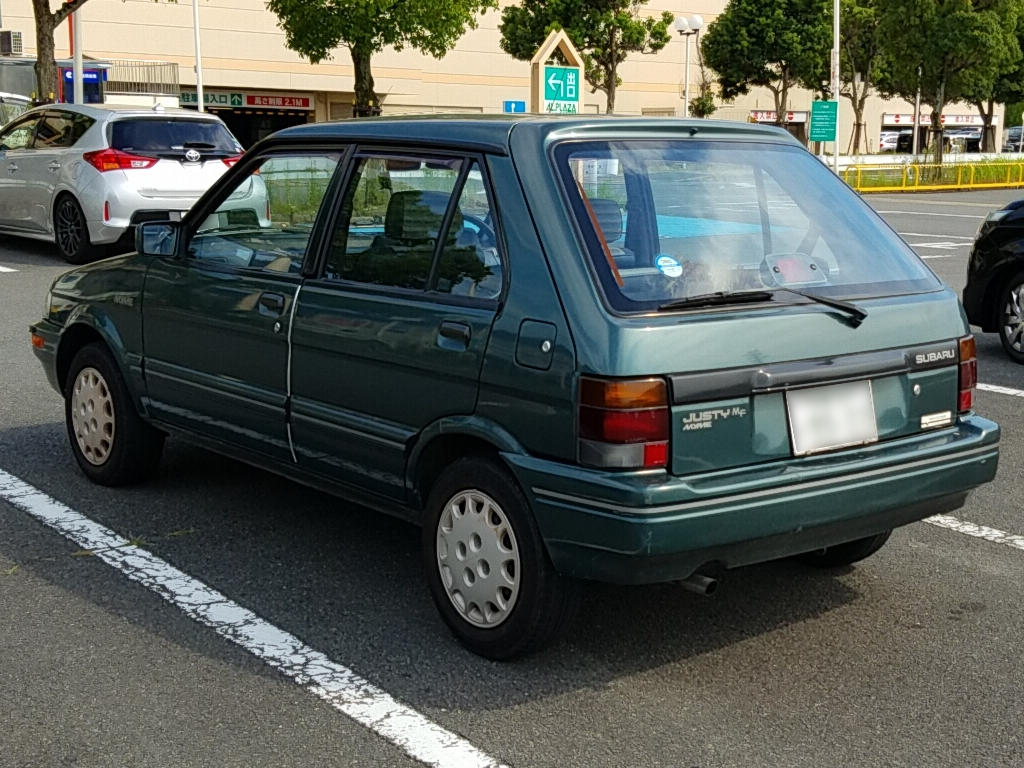
Heckansicht
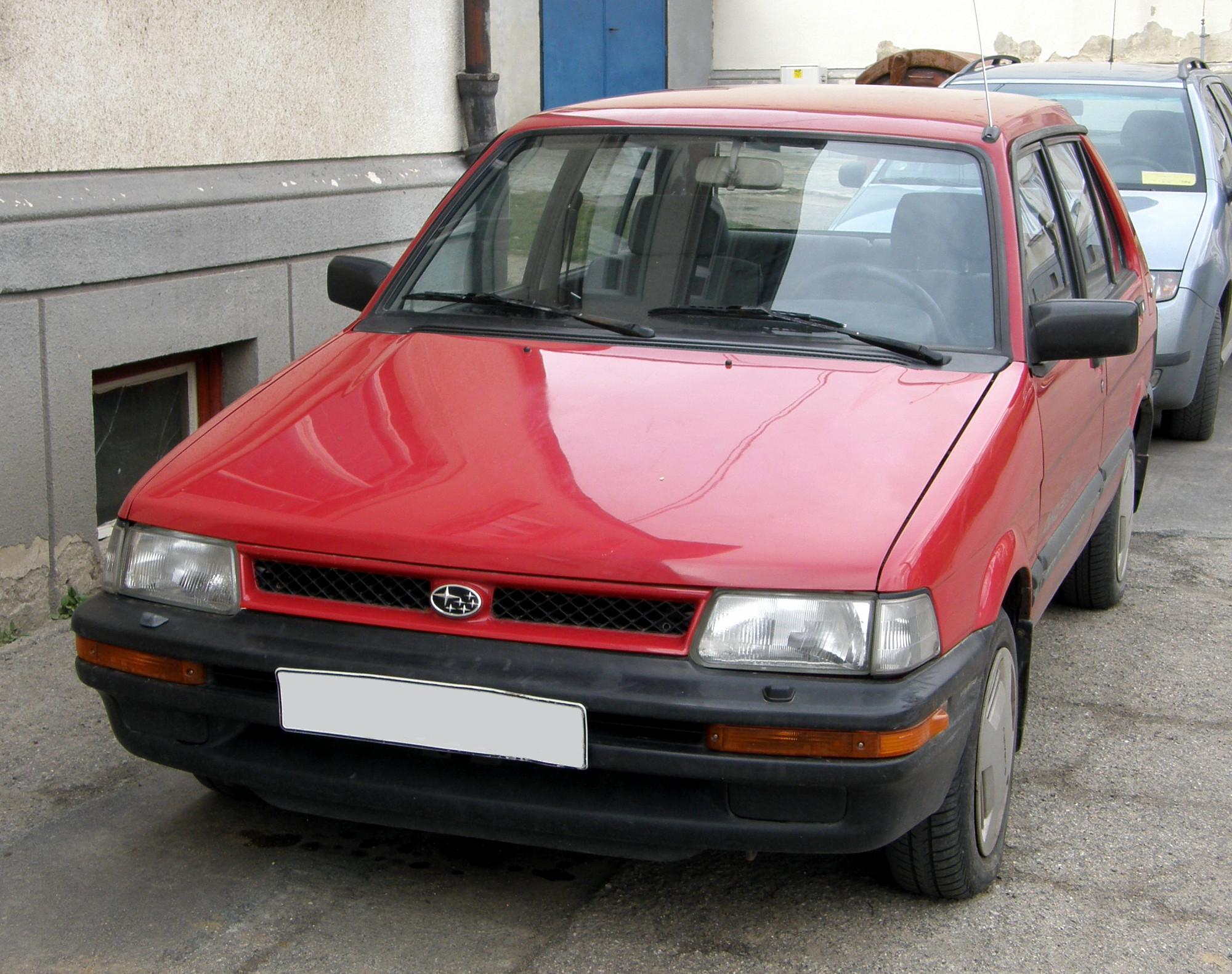
Subaru Justy (1989–1995)
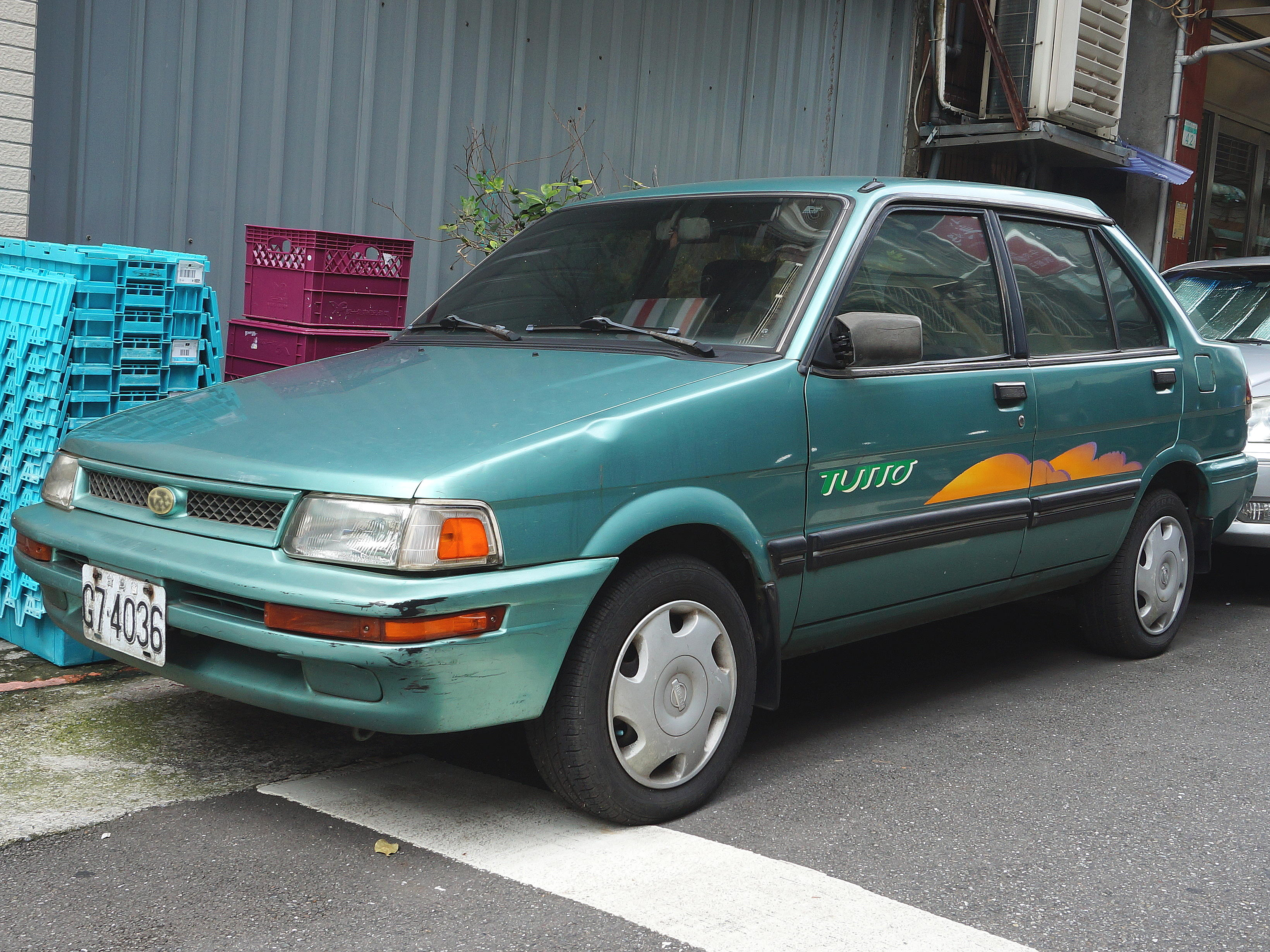
Subaru Tutto
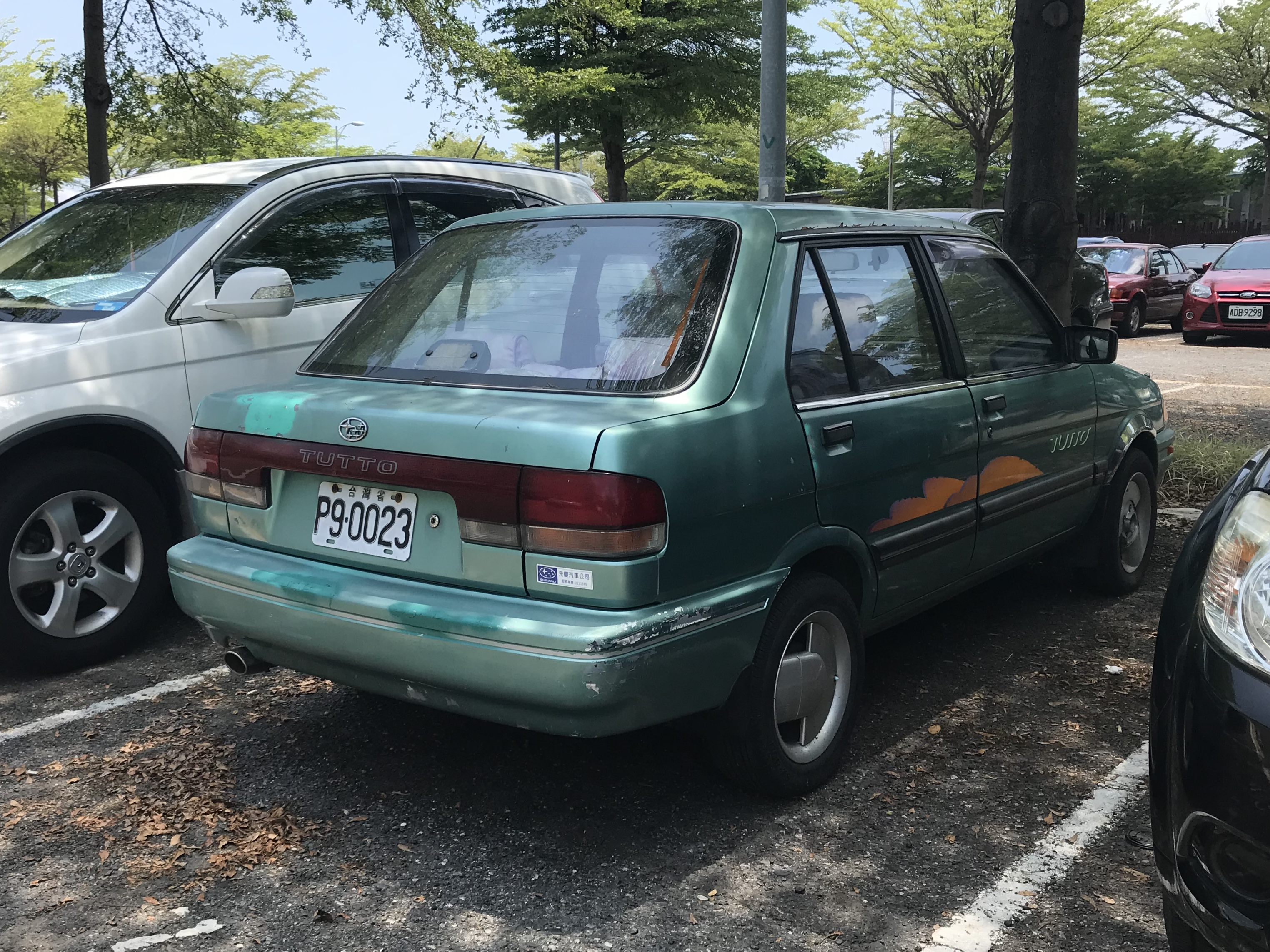
Heckansicht
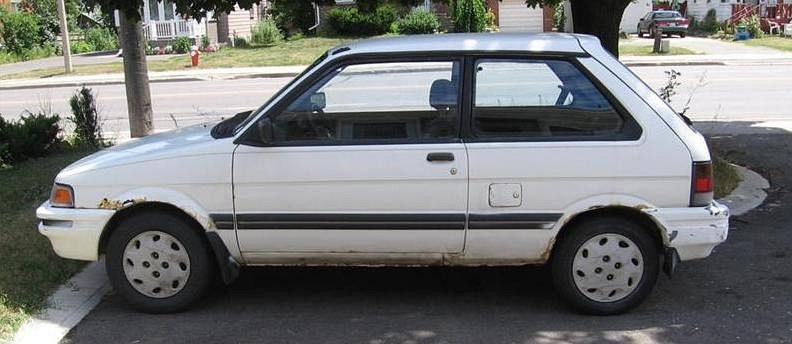
Typische Rostschäden an den Radausschnitten

### Qualität und Technik
Die aus den achtziger Jahren stammende Karosserie ist anfällig für Korrosionsschäden.

### Technische Daten
|                                             | 1.0                         | 1.0                      | 1.2                      | 1.2                      |
| Bauzeitraum                                 | 1983–1990                   | 1990–1995                | 1986–1990                | 1990–1995                |
| Motorkenndaten                              |                             |                          |                          |                          |
| Motortyp                                    | R3-Ottomotor                | R3-Ottomotor             | R3-Ottomotor             | R3-Ottomotor             |
| Anzahl Ventile pro Zylinder                 | 2                           | 2                        | 3                        | 3                        |
| Ventilsteuerung                             | OHC, Zahnriemen             | OHC, Zahnriemen          | OHC, Zahnriemen          | OHC, Zahnriemen          |
| Gemischaufbereitung                         | Vergaser                    | Vergaser                 | Vergaser                 | Saugrohreinspritzung     |
| Katalysator                                 | nein                        | ja                       | nein                     | ja                       |
| Motoraufladung                              | –                           | –                        | –                        | –                        |
| Kühlung                                     | Wasserkühlung               | Wasserkühlung            | Wasserkühlung            | Wasserkühlung            |
| Bohrung × Hub                               | 78,0 mm × 69,6 mm           | 78,0 mm × 69,6 mm        | 78,0 mm × 83,0 mm        | 78,0 mm × 83,0 mm        |
| Hubraum                                     | 998 cm³                     | 998 cm³                  | 1190 cm³                 | 1190 cm³                 |
| Verdichtungsverhältnis                      | 9,5:1                       | 9,5:1                    | 9,1:1                    | 9,1:1                    |
| max. Leistung bei min−1                     | 40 kW (54 PS) /6000         | 37 kW (50 PS) /5600      | 50 kW (68 PS) /5600      | 54 kW (73 PS) /6000      |
| max. Drehmoment bei min−1                   | 79 Nm /3600                 | 76 Nm /3600              | 97 Nm /3600              | 96 Nm /2800              |
| Abgasnorm                                   | Euro 0                      | Euro 1                   | Euro 0                   | Euro 1                   |
| Kraftübertragung                            |                             |                          |                          |                          |
| Antrieb, serienmäßig                        | Vorderradantrieb            | Vorderradantrieb         | Vorderradantrieb         | Vorderradantrieb         |
| Antrieb, optional                           | Allradantrieb               | Allradantrieb            | Allradantrieb            | Allradantrieb            |
| Getriebe, serienmäßig                       | 5-Gang-Schaltgetriebe       | 5-Gang-Schaltgetriebe    | 5-Gang-Schaltgetriebe    | 5-Gang-Schaltgetriebe    |
| Getriebe, optional                          | Stufenloses CVT-Getriebe    | Stufenloses CVT-Getriebe | Stufenloses CVT-Getriebe | Stufenloses CVT-Getriebe |
| Messwerte                                   |                             |                          |                          |                          |
| Höchstgeschwindigkeit                       | 150 km/h (140 km/h)         | 140 km/h (130 km/h)      | 155 km/h (150 km/h)      | 155 km/h (150 km/h)      |
| Beschleunigung, 0–100 km/h                  | 15,5 s                      | 17,3 s                   | 13,2 s (15,2 s)          | 13,2 s (15,2 s)          |
| Kraftstoffverbrauch auf 100 km (kombiniert) | 7,2 l N (7,7 l N) [7,2 l N] | 7,5 l N                  | 7,8 l N [8,2 l N]        | 8,1 l N (8,4 l N)        |

1. ↑  Werte in runden Klammern („( )“) für Automatikgetriebe und in eckigen Klammern („[ ]“) für Allradantrieb

## Justy II (Typ JMA/MS)

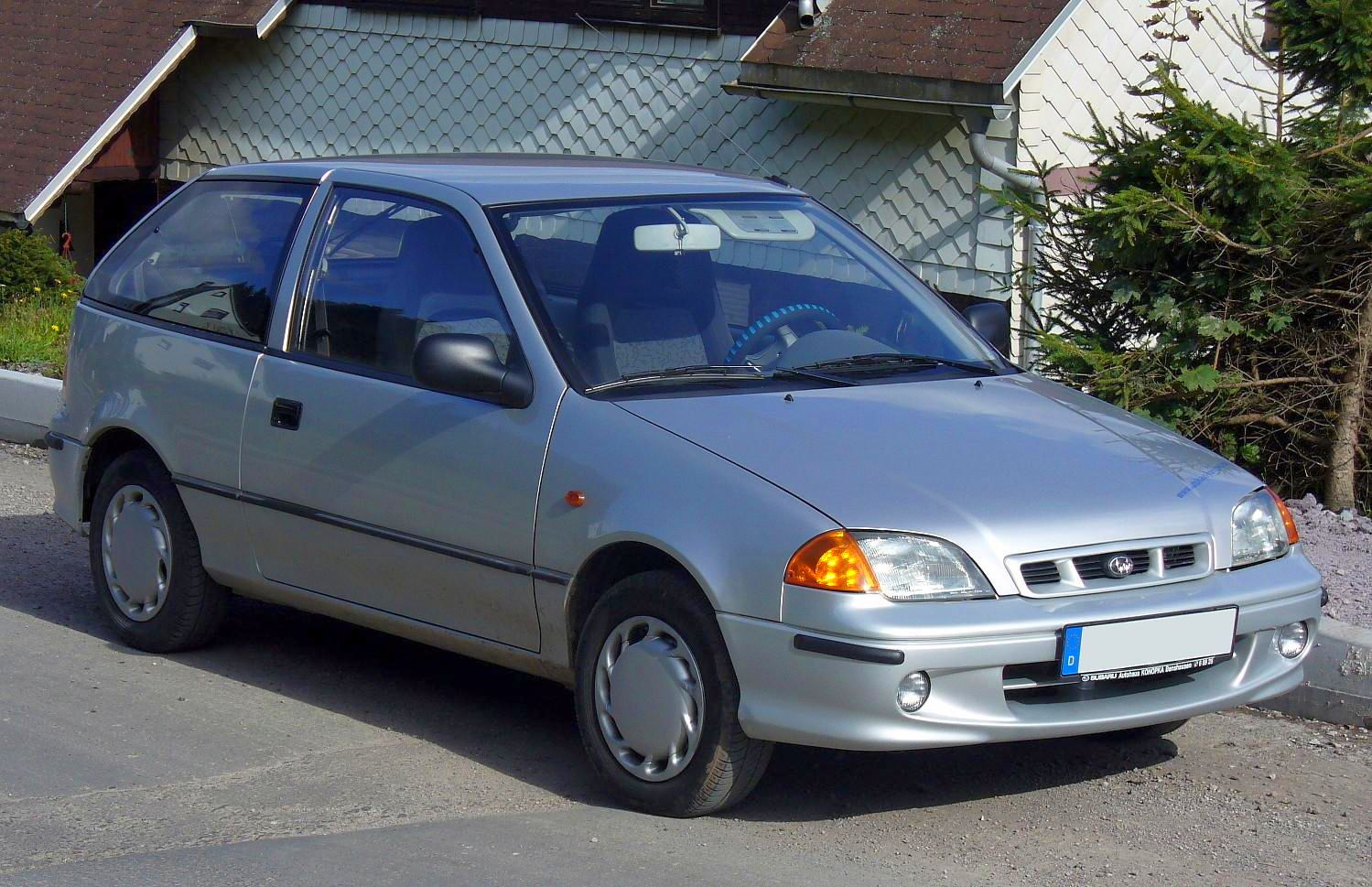
Subaru Justy (1997–2003)

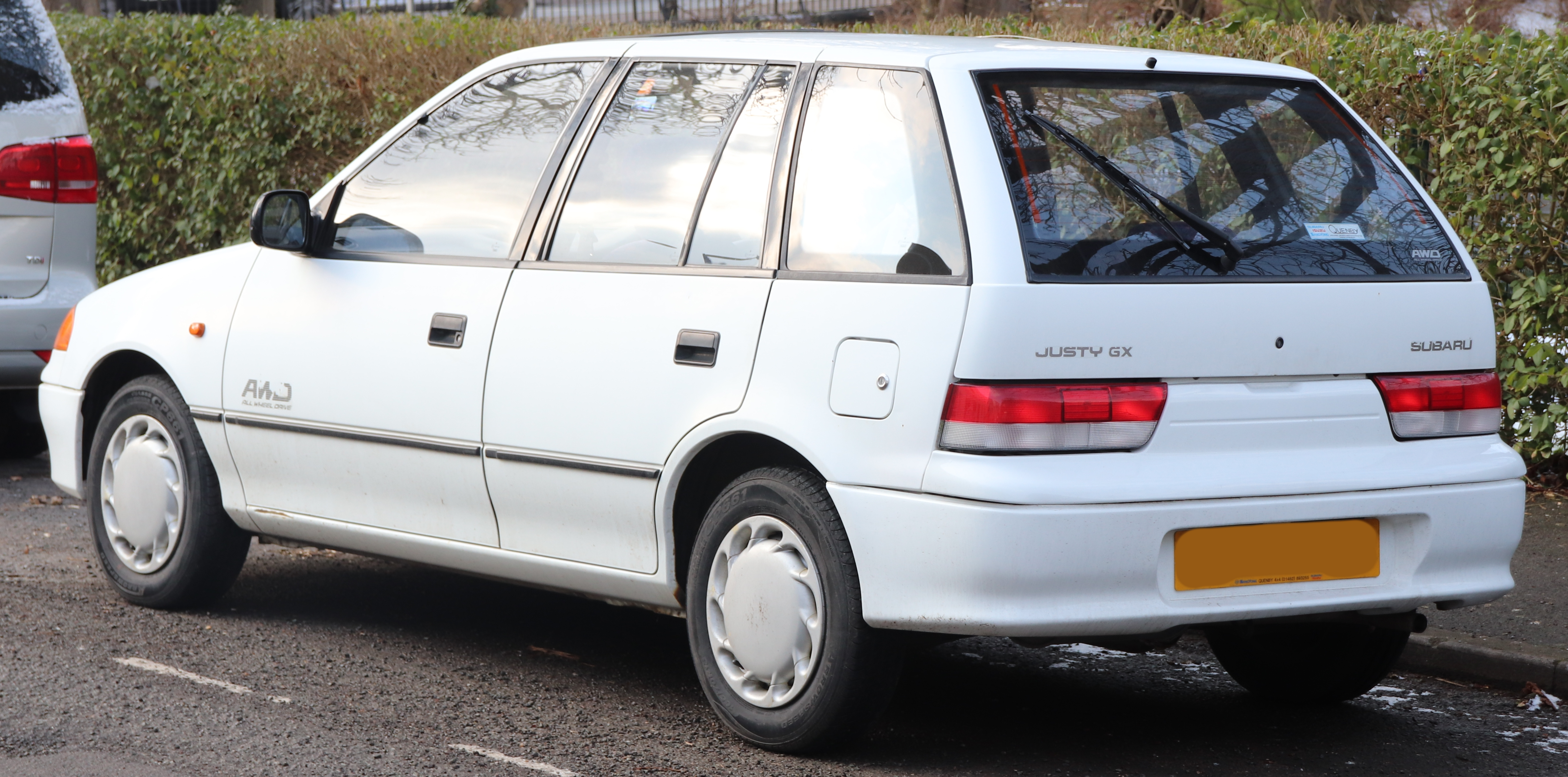
Heckansicht

Im Herbst 1995 wurde die erste Generation durch ein vollständig neues Modell ersetzt: Der als Drei- und Fünftürer erhältliche Justy II basierte auf dem Suzuki Swift (Modell MA), wurde bis Ende 2003 in Zusammenarbeit mit Magyar Suzuki in Ungarn gebaut und erhielt im Gegensatz zu seinem Vorgänger einen permanenten Allradantrieb.
Seit dem Modellwechsel wurden die Justy-Modelle von Vierzylindermotoren angetrieben, die von Suzuki produziert wurden und ebenfalls im Suzuki Swift Verwendung fanden.
Beginnend mit dem Justy II wurde der Subaru Justy nach Produktionsende der ersten Generation nur noch in Europa angeboten.
Der Justy II wurde bereits im Herbst 1997 optisch überarbeitet. Auf dem Suzuki Swift basieren ebenfalls der in Nordamerika angebotene Geo Metro, der Pontiac Firefly, der Chevrolet Sprint und der Holden Barina von GM Australia und er ist somit als ein global vermarktetes Modell anzusehen. Er besitzt einen permanenten Allradantrieb. Die Hinterachse wird über eine Viscokupplung angetrieben, welche nur dann ein Drehmoment zur Hinterachse überträgt, wenn durch Schlupf an der Vorderachse eine Drehzahldifferenz zwischen den Achsen auftritt.
Der Justy II ist als 3-Türer 100 mm kürzer als der 5-Türer, das macht sich auch in einem 100 mm kürzeren Radstand bemerkbar. Ein weiteres Merkmal ist die Einzelradaufhängung an beiden Achsen.

### Technische Daten
|                                             | 1.3                   |                       |                       |
| Bauzeitraum                                 | 1995–2001             | 2001–2003             |                       |
| Motorkenndaten                              |                       |                       |                       |
| Motortyp                                    | R4-Ottomotor          | R4-Ottomotor          |                       |
| Motorcode                                   | G13BA                 | G13BB                 |                       |
| Anzahl Ventile pro Zylinder                 | 2                     | 4                     |                       |
| Ventilsteuerung                             | OHC, Zahnriemen       | OHC, Zahnriemen       |                       |
| Gemischaufbereitung                         | Saugrohreinspritzung  | Saugrohreinspritzung  |                       |
| Motoraufladung                              | –                     | –                     |                       |
| Kühlung                                     | Wasserkühlung         | Wasserkühlung         |                       |
| Bohrung × Hub                               | 74,0 mm × 75,5 mm     | 74,0 mm × 75,5 mm     |                       |
| Hubraum                                     | 1299 cm³              | 1299 cm³              |                       |
| Verdichtungsverhältnis                      | 9,5:1                 | 9,5:1                 |                       |
| max. Leistung bei min−1                     | 50 kW (68 PS) /6000   | 63 kW (86 PS) /6000   |                       |
| max. Drehmoment bei min−1                   | 99 Nm /3500           | 106 Nm /3000          |                       |
| Abgasnorm                                   | Euro 2                | Euro 3                |                       |
| Kraftübertragung                            |                       |                       |                       |
| Antrieb                                     | Allradantrieb         | Allradantrieb         |                       |
| Getriebe                                    | 5-Gang-Schaltgetriebe | 5-Gang-Schaltgetriebe | 5-Gang-Schaltgetriebe |
| Messwerte                                   |                       |                       |                       |
| Höchstgeschwindigkeit                       | 155 km/h              | 155 km/h              |                       |
| Beschleunigung, 0–100 km/h                  | 13,6 s                | 13,0 s                |                       |
| Kraftstoffverbrauch auf 100 km (kombiniert) | 6,9 l N               | 6,8 l N               |                       |

## G3X Justy (Typ MHY)

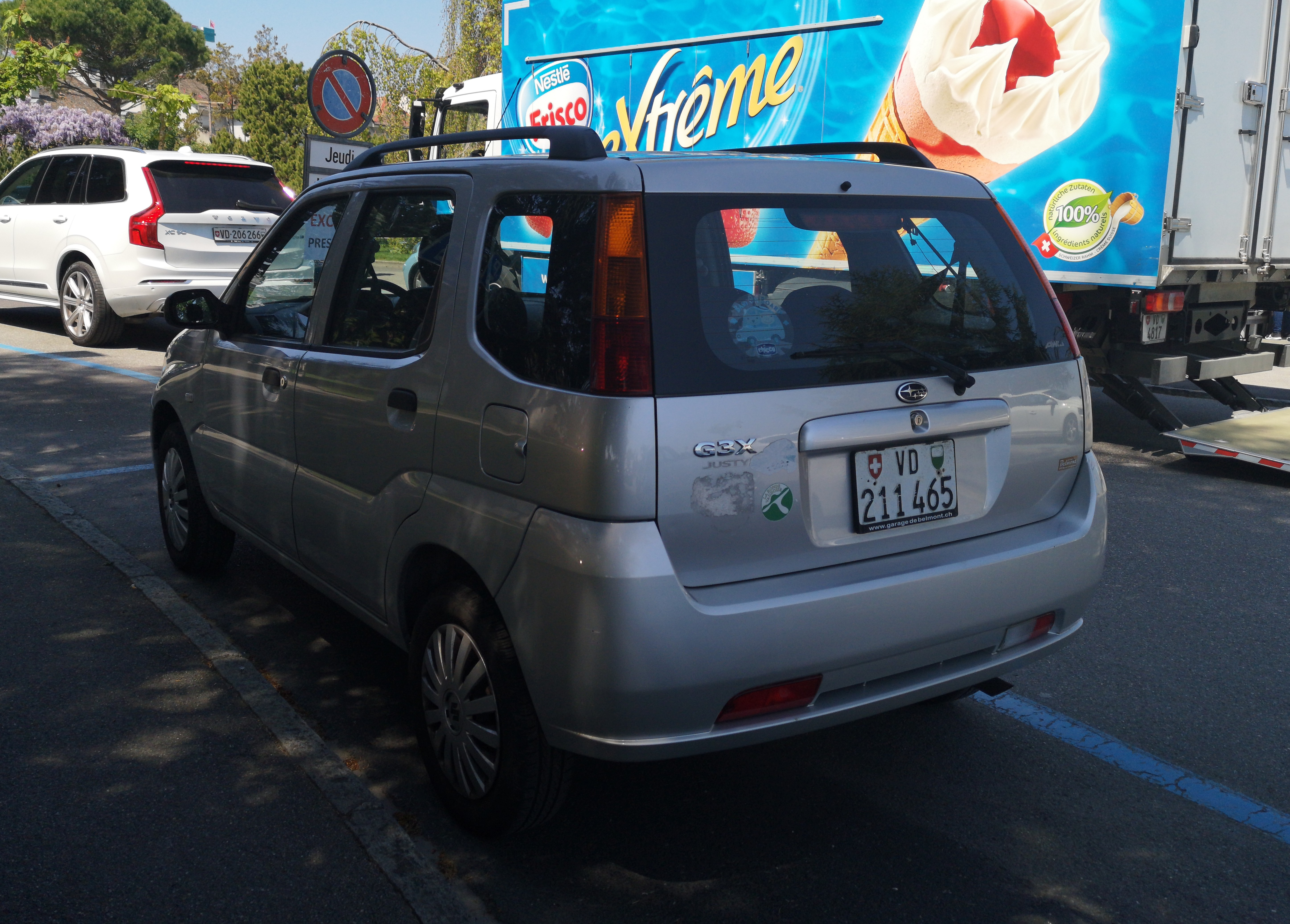
Heckansicht

Ab Herbst 2003 wurde der G3X Justy verkauft. Der G3X Justy wurde parallel zur zweiten Generation des Suzuki Ignis (Modell Mk. II) gefertigt und ist mit ihm in technischer Hinsicht nahezu identisch. Damit galt der Subaru Justy nicht mehr als Kleinwagen, sondern gehörte zum Segment der Sport Utility Vehicles (SUV) und war neben dem Subaru Forester und Subaru Outback der dritte Vertreter dieser Art von Subaru. In der Tradition anderer Subaru-Modelle wurden alle G3X-Justy mit Ottomotoren in Deutschland mit permanentem Allradantrieb ausgestattet. Modelle mit dem Common-Rail-Dieselmotor von Fiat/GM verfügten ausschließlich über Vorderradantrieb.

### Technische Daten
|                                             | 1.3                   | 1.5                   | 1.3 TD                     |
| Bauzeitraum                                 | 2003–2007             | 2003–2007             | 2003–2007                  |
| Motorkenndaten                              |                       |                       |                            |
| Motortyp                                    | R4-Ottomotor          | R4-Ottomotor          | R4-Dieselmotor             |
| Anzahl Ventile pro Zylinder                 | 4                     | 4                     | 4                          |
| Ventilsteuerung                             | DOHC, Kette           | DOHC, Kette           | DOHC, Kette                |
| Gemischaufbereitung                         | Saugrohreinspritzung  | Saugrohreinspritzung  | Common-Rail-Einspritzung   |
| Motoraufladung                              | –                     | –                     | Turbolader, Ladeluftkühler |
| Kühlung                                     | Wasserkühlung         | Wasserkühlung         | Wasserkühlung              |
| Bohrung × Hub                               | 78,0 mm × 69,5 mm     | 78,0 mm × 78,0 mm     | 69,6 mm × 82,0 mm          |
| Hubraum                                     | 1328 cm³              | 1490 cm³              | 1248 cm³                   |
| Verdichtungsverhältnis                      | 9,5:1                 | 9,5:1                 | 18,0:1                     |
| max. Leistung bei min−1                     | 69 kW (94 PS) /6000   | 73 kW (99 PS) /5900   | 51 kW (69 PS) /4000        |
| max. Drehmoment bei min−1                   | 118 Nm /4100          | 133 Nm /4100          | 170 Nm /1750               |
| Abgasnorm                                   | Euro 4                | Euro 4                | Euro 4                     |
| Kraftübertragung                            |                       |                       |                            |
| Antrieb                                     | Allradantrieb         | Allradantrieb         | Vorderradantrieb           |
| Getriebe                                    | 5-Gang-Schaltgetriebe | 5-Gang-Schaltgetriebe | 5-Gang-Schaltgetriebe      |
| Messwerte                                   |                       |                       |                            |
| Höchstgeschwindigkeit                       | 155 km/h              | 165 km/h              | 155 km/h                   |
| Beschleunigung, 0–100 km/h                  | 11,7 s                | 11,0 s                | 11,0 s                     |
| Kraftstoffverbrauch auf 100 km (kombiniert) | 6,9 l S               | 7,2 l S               | 5,0 l D                    |

## Justy (Typ M300F)
| Sterne im Euro-NCAP-Crashtest (Daihatsu Sirion, 2005) |

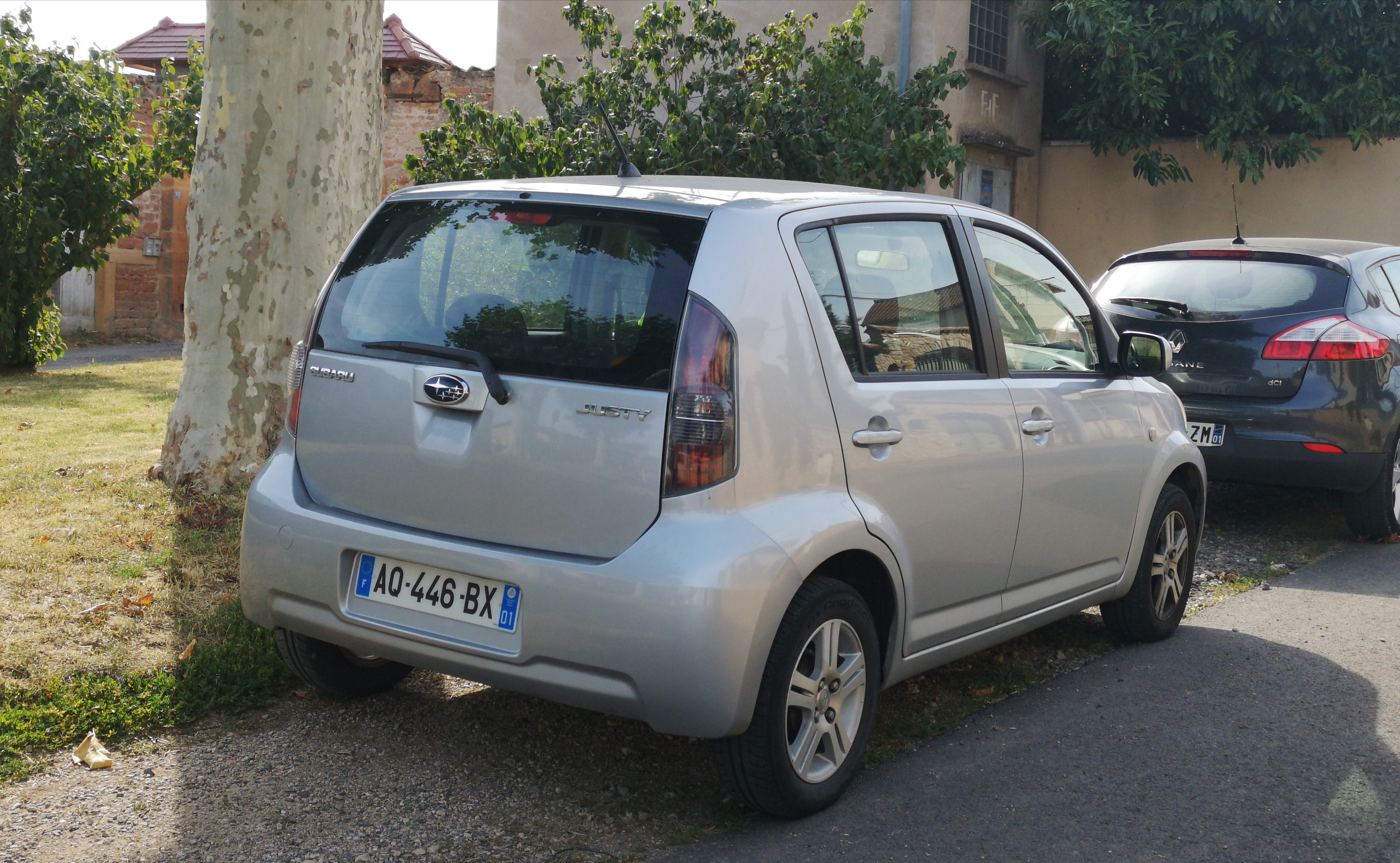
Heckansicht

Die vierte Generation debütierte auf der IAA im Herbst 2007.
Beim neuen Justy handelte es sich um eine OEM-Version des Daihatsu Sirion und wurde von der Toyota-Tochter Daihatsu im Auftrag für Fuji Heavy Industries gefertigt. Die Unterschiede zum Daihatsu Sirion waren lediglich kosmetischer Natur, beide Autos waren weitestgehend miteinander identisch. Allerdings wurde der Justy im Gegensatz zum Daihatsu Sirion, der optional auch mit Allradantrieb angeboten wird, in Deutschland ausschließlich mit Frontantrieb verkauft. Den Subaru Justy gab es in zwei Ausstattungsvarianten, Trend und Active. Der Grundpreis für den Justy lag bei 12.490 €. Es kam die Technik von Daihatsu und wieder ein Dreizylinder-Reihenmotor mit 1,0 l Hubraum zum Einsatz. Dieser Motor leistete 51 kW (70 PS) bei 6.000/min und erreichte ein maximales Drehmoment von 94 Nm bei 3.600/min. Er erfüllte die Abgasnorm Euro 4.
Auf dem Schweizer Markt wurde auch eine Sonderversion mit Allradantrieb angeboten. Im Gegensatz zum Vorgänger (Typ G3X) war der neue Justy deutlich kleiner und nicht mehr so geländetauglich, so dass er eher wieder als konventioneller Kleinwagen anzusehen ist. Das Modell war ausschließlich als Fünftürer erhältlich.
Der Justy IV hat vorne Einzelradaufhängung an MacPherson-Federbeinen und Querlenkern, hinten eine Verbundlenker-Achse. Die Bodenfreiheit beträgt nur 150 mm.
Mitte 2011 wurde der Justy vom Subaru Trezia abgelöst.

### Technische Daten
|                                             | 1.0                        |
| Bauzeitraum                                 | 2007–2011                  |
| Motorkenndaten                              |                            |
| Motortyp                                    | R3-Ottomotor               |
| Anzahl Ventile pro Zylinder                 | 4                          |
| Ventilsteuerung                             | DOHC, Kette                |
| Gemischaufbereitung                         | Saugrohreinspritzung       |
| Motoraufladung                              | –                          |
| Kühlung                                     | Wasserkühlung              |
| Bohrung × Hub                               | 71,0 mm × 84,0 mm          |
| Hubraum                                     | 998 cm³                    |
| Verdichtungsverhältnis                      | 10,5:1                     |
| max. Leistung bei min−1                     | 51 kW (69 PS) /6000        |
| max. Drehmoment bei min−1                   | 94 Nm /3600                |
| Abgasnorm                                   | Euro 4                     |
| Kraftübertragung                            |                            |
| Antrieb                                     | Vorderradantrieb           |
| Getriebe, serienmäßig                       | 5-Gang-Schaltgetriebe      |
| Getriebe, optional                          | 4-Stufen-Automatikgetriebe |
| Messwerte                                   |                            |
| Höchstgeschwindigkeit                       | 160 km/h                   |
| Beschleunigung, 0–100 km/h                  | 13,9 s                     |
| Kraftstoffverbrauch auf 100 km (kombiniert) | 6,1 l N                    |

## Auszeichnungen
Im Januar 2010 wurde der Subaru Justy vom ADAC mit dem Gelben Engel in der Kategorie Qualität ausgezeichnet, diese Auszeichnung basierte auf einer Umfrage unter Mitgliedern des ADAC und dem „hervorragenden Abschneiden in der ADAC-Pannenstatistik“.